# TT82
La tombe thébaine TT 82 est située à Cheikh Abd el-Gournah, dans la nécropole thébaine, sur la rive ouest du Nil, face à Louxor en Égypte.
C'est la sépulture d'Amenemhat, compteur des grains d'Amon et intendant du vizir Ouseramon sous le règne de Thoutmôsis III. En tant que scribe au service du vizir Ouseramon, Amenemhat documente dans sa tombe le travail effectué à Thèbes. Cela inclut le travail de l'argent, des pierres précieuses et la fabrication d'un certain nombre de statues en argent, en bronze et en ébène. Il mentionne également la création d'un grand lac près de Thèbes entouré d'arbres et dit travailler sur la tombe royale.

## Famille d'Amenemhat
Amenemhat est un fils du surveillant des terres nommé Thoutmôsis et son épouse Antef. La femme d'Amenemhat s'appelle Baketamon. Amenemhat a un fils également nommé Amenemhat qui est mentionné dans le hall du tombeau. Ce fils apparaît à nouveau comme prêtre-sem dans le passage, tout comme un autre fils nommé Amenhotep. Ses deux autres fils s'appellent Amenemouaskhet et Ouseramon, représentés dans la salle intérieure.

## Description du tombeau
L'entrée conduit par un passage dans un hall, d'où un deuxième passage mène à une salle intérieure. La chambre funéraire est située à un niveau inférieur et comporte une niche.

### Entrée
L'entrée comprend des vestiges de textes sur le linteau et les jambages.

### Hall
Il y a des textes complémentaires sur le linteau et les jambages.
Le mur sud-ouest contient une scène de proches à un banquet devant le vizir Ouseramon.
Sur le mur ouest Amenemhat est montré offrant à ses ancêtres et dans un autre registre à l'architecte et les artisans qui ont conçu le tombeau,.
Le mur nord-ouest montre Amenemhat avec sa femme Baketamon et son fils — également appelé Amenemhat — devant des offrandes. Un autre registre représente un banquet organisé pour le Nouvel An. Cette scène comporte des musiciennes, des danseuses, des harpistes masculins et des danseuses de claquettes. Des scènes supplémentaires montrent des taureaux de combat.
Sur le mur sud-est, Amenemhat est représenté offrant au grand vizir Amethou appelé Ahmôsis et son épouse. Le mur est montre Amenemhat et son épouse Baketamon chassant les gazelles dans le désert. Le mur nord-est est décoré d'une scène représentant une chasse à l'hippopotame et des scènes de pêche et de chasse aux oiseaux.

### Passage
Le mur ouest du passage comprend un cortège funèbre et un pèlerinage à Abydos sur une extrémité, tandis qu'à l'autre extrémité ses fils Amenemhat et Amenhotep offrent à leurs parents. La scène comprend une liste d'offrandes.
Le mur est montre Amenemhat fils offrant à ses parents. Les offrandes et une liste d'offrandes sont également décrits ici aussi. Le reste du mur est décoré d'une scène représentant un banquet et d'autres personnes présentant des offrandes.

### Salle intérieure
L'intérieur et l'extérieur des portes sont couverts des restes de textes qui y ont été inscrits.
Le mur sud montre une scène avec un banquet et là encore, les restes d'un texte autobiographique.
Le mur ouest montre d'autres listes d'offrandes. Cette fois, la scène d'offrande est présidé par leur fils Ouseramon. D'autres scènes sur le mur ouest comprennent des chanteuses d'Hathor pendant le festival d'Hathor.
Le mur est a une autre scène d'offrande avec des listes d'offrandes ; sur ce mur, c'est leur fils Amenemouaskhet qui offre à Amenemhat et son épouse Baketamon.
Le mur nord montre Amenemhat devant les déesses d'orient et d'occident. Une niche à l'extrémité de la salle intérieure contient des statues d'Amenemhat et de sa femme.

### Chambre funéraire
La chambre funéraire est décorée de scènes du livre des morts et des textes des pyramides.
Sur un mur d'une niche, leur fils Amenemhat est dépeint comme un prêtre-sem et apporte des offrandes à ses parents avec d'autres enfants. L'autre mur montre une scène similaire avec Amenemhat et sa mère. Le mur arrière est décoré avec des textes du livre des morts ainsi qu'avec des taureaux et des vaches sacrées.